# Hanung Bramantyo
Hanung Bramantyo, właśc. Setiawan Hanung Bramantyo (ur. 1 października 1975 w Yogyakarcie) – indonezyjski reżyser filmowy.

## Życiorys
Urodził się 1 października 1975 w Yogyakarcie. Kształcił się na uczelni Institut Kesenian Jakarta. Wcześniej wstąpił na Wydział Ekonomiczny Universitas Islam Indonesia; studiów jednak nie ukończył.
W 2005 r. zdobył nagrodę Citra za film Brownies. W 2007 r. ponownie został laureatem tejże nagrody, tym razem za film Get Married.
Wyreżyserował film Ayat-Ayat Cinta (2008).